# Gollensdorf
Gollensdorf là một đô thị thuộc huyện Stendal, bang Sachsen-Anhalt, Đức. Đô thị Gollensdorf có diện tích 36,31 km², dân số thời điểm ngày 31 tháng 12 năm 2006 là 302 người.